# 香港の政党一覧
香港の政党（ホンコンのせいとう）では、中華人民共和国香港特別行政区における政党について説明する。

## 概要
日本や台湾とは異なり、現在の香港には政党の定義を規定する法律が存在せず、多くの政党が会社法（公司法）に基づく登記を行ってから活動している。そのため、香港においては政党とその他政治団体との区分が曖昧である。
2016年の香港では、北京の中央政府に対する立場が政党や政治家を分類する基準の一つになっている。2016年時点の立法会及び区議会における主勢力は、親建制派（親北京派とも。英：Pro-Beijing camp。）と呼ばれる中央政府の対香港政策に好感・賛意を示す親中的な勢力で、侮蔑的に保皇党（中：保皇黨）と呼ばれる場合もある。建制派と対立する勢力として、中央政府の香港自治方針に反発する泛民主派（民主派とも。英：Pan-democracy camp。）と呼ばれる勢力があるが、2010年代には香港本土化運動（中文版）の影響を受けた本土派（中文版）と呼ばれる勢力も立法会へ進出してきている。また、区議会には建制派と泛民主派との中間派（中文版）がいる他、泛民主派の中には台湾の中国国民党（泛藍連盟）と連帯して中華民国による中国統一を目指す香港親中華民国団体も存在している。

## 政党一覧
2016年立法会議員選挙、及び2019年区議会議員選挙の結果により、立法会と区議会のいずれかに議席を獲得した団体は下記の通りである。

### 立法会に議席を有する政党
※議席数が多い順に記載。

#### 建制派
- 民主建港協進聯盟（民建聯）
- 香港経済民生連盟
- 香港工會聯合會（工聯會）
- 自由党 (香港)
- 新民党 (香港)
- 創建力量
- 港九労工社団連会
- 新世紀論壇

### 区議会に議席を有する政党
※議席数が多い順に記載。

#### 民主派
- 民主党 (香港)
- 公民党 (香港)
- 人民力量
- 労働党 (香港)
- 公共専業連盟
- 香港民主民生協進会
- 新民主同盟
- 朱凱廸新西團隊
- 社会民主連線
- 民主陣線　※香港親中華民国団体
- 街坊工友服務処
- 将軍澳民生関注組
- 民主動力
- 沙田区政
- 湾仔起歩
- 柴湾起動
- 社区前進

#### 本土派
- 東九龍社区関注組
- 北区連線
- 埔向晴天
- 天水連線
- 屯門社区網絡
- 青年新政
- 本土民主前線

#### 中間派
- 専業動力
- 新思維 (香港)

#### 建制派
- 香港島各界連合会
- 九龍社団連会
- 新界社団連会
- 西九龍新動力
- 公屋連会
- 新界関注大連盟
- 社区18
- 城郷居民共和協会

### 活動を停止および禁止されている政党
- 香港民族党 - 民主系政党の一つで『本土派』として活動していたが、2018年9月24日に香港政府から活動禁止命令を言い渡された[2]。
- 香港衆志 - 民主系政党の一つで 2020年6月30日に香港から活動禁止